# 고자토촌
고자토촌(神郷村)은 에히메현 니이군에 설치되었던 촌이다. 현재의 니이하마시에 해당한다.